# Vretenčarji
Vretenčarji (znanstveno ime Vertebrata) so najnaprednejše razvita skupina strunarjev.
Hrbtna struna - horda (zgrajena iz turgescentnih celic) je pri njih že nadomeščena z hrbtenico, zgrajeno iz vretenc, ki je osrednji del notranjega ogrodja (endoskeleta). Skupaj z ostalimi kostmi, ki so lahko zgrajene tudi iz hrustančnega tkiva, tvori okostje (skelet). V sredini hrbtenice poteka hrbtenična cev, ki ščiti hrbtenjačo. Možgane, ki so pri njih razviti bolj kot pri vseh drugih živalih, ščiti trdna lobanja. Skupaj s hrbtenjačo tvorijo možgani osrednji živčni sistem, ki ga dopolnjuje še periferni. 
Imajo sklenjen krvni obtok, vodni predstavniki dihajo s škrgami, dvoživke le pred preobrazbo, kasneje pa preidejo na dihanje skozi kožo in s pljuči. Kopenski vretenčarji dihajo s pljuči.  
Izločala so različne vrste ledvic. Vretenčarji imajo večplastno povrhnjico in so enospolniki. 
Okončine so glede na način življenja različne; iz parnih plavuti vodnih vretenčarjev so se razvile noge. Kopenski vretenčarji so četveronožci,razen ptičev, ki imajo dve nogi, njihove okončine pa so se prilagodile glede na način gibanja. Pri kačah so zakrnele.